# قلبم ادامه خواهد داد
«قلبم ادامه خواهد داد» (به انگلیسی: My Heart Will Go On) ملودی اصلی (Theme Song) فیلم پرفروش تایتانیک است. موسیقی این ترانه ساخته جیمز هورنر و سراینده آن ویل جنینگز است. خواننده ترانهٔ قلب من ادامه خواهد داد سلین دیون است. این ترانه در اصل در سال ۱۹۹۷ در آلبوم بیا از عشق صحبت کنیم منتشر شد که در کشورهای گوناگون جهان، از جمله ایالات متحده، بریتانیا و استرالیا به آلبوم شماره یک پرفروش‌ترین‌ها تبدیل گشت. این ترانه پرفروش‌ترین تک‌آهنگ سال ۱۹۹۸ و یکی از پرفروش‌ترین تک‌آهنگ‌های همهٔ دوران‌ها است.